# HD 51925
HD 51925，又名CD-26 3646，SAO 172656、HR 2614，是一颗恒星，视星等为6.37，位于銀經238.12，銀緯-10.67，其B1900.0坐标为赤經6h 54m 6.6s，赤緯-27° -10.67′ 46″。